# Landschaftsschutzgebiet Gerlinger Grund
Das Landschaftsschutzgebiet Gerlinger Grund mit einer Fläche von 175 ha liegt in der Gemeinde Ense im Kreis Soest. Das Gebiet wurde 2006 mit dem Landschaftsplan V Ense-Wickede durch den Kreistag als Landschaftsschutzgebiet (LSG) ausgewiesen. Der LSG liegt nordöstlich von Bremen. Im Norden verläuft die Bundesautobahn 44 knapp außerhalb des LSG und das Landschaftsschutzgebiet im Kreis Soest grenzt an.

## Beschreibung
Das LSG umfasst ein gut ausgebildetes Schleddental. Es befinden sich Wald, Grünlandflächen und Äcker im LSG.

## Schutzzweck
Die Ausweisung erfolgte wie bei anderen LSGs im Landschaftsplangebiet zur Erhaltung oder Wiederherstellung der Leistungsfähigkeit des Naturhaushaltes; wegen der Vielfalt, Eigenart oder Schönheit des Landschaftsbildes oder wegen ihrer besonderen Bedeutung für die Erholung.

## Rechtliche Vorschriften
Wie in den anderen Landschaftsschutzgebieten im Landschaftsplangebiet besteht im LSG ein Verbot, Bauwerke zu errichten. Die Untere Naturschutzbehörde kann Ausnahmegenehmigungen für Bauten aller Art erteilen. Wie in den anderen Landschaftsschutzgebieten besteht im LSG ein Verbot Weihnachtsbaum-, Schmuckreisig- und Baumschul-Kulturen anzulegen. Es ist z. B. auch verboten, Bäume, Sträucher, Hecken, Feld- oder Ufergehölze zu beseitigen oder zu schädigen.